# Livinallongo del Col di Lana
Livinallongo del Col di Lana (ladin: Fodom, allemand: Buchenstein) est une commune de la province de Belluno dans la région Vénétie en Italie.

## Administration
| Période                                  | Période     | Identité       | Étiquette    | Qualité |
| ---------------------------------------- | ----------- | -------------- | ------------ | ------- |
| 14 juin 2004                             | 8 juin 2009 | Gianni Pezzei  | lista civica | Maire   |
| 8 juin 2009                              | 26 mai 2014 | Ugo Ruaz       | lista civica | Maire   |
| 26 mai 2014                              | En cours    | Leandro Grones | lista civica | Maire   |
| Les données manquantes sont à compléter. |             |                |              |         |

### Hameaux
Arabba

### Communes limitrophes
Badia, Canazei, Colle Santa Lucia, Cortina d'Ampezzo, Corvara in Badia, Rocca Pietore